# Gián đất
Gián đất (tên khoa học Eupolyphaga sinensis), hay là Tu Bie Chong (土鳖虫, Thổ miết trùng, còn được gọi là Địa miết, Bá kỵ trùng) là một loài gián không cánh trong chi Eupolyphaga, bản địa của miền Tây Trung Quốc và Mông Cổ. Gián khô được dùng làm dược liệu trong y học cổ truyền Trung Quốc.

## Hình ảnh

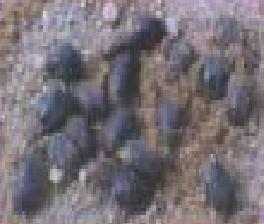